# 슬라이드 영사기

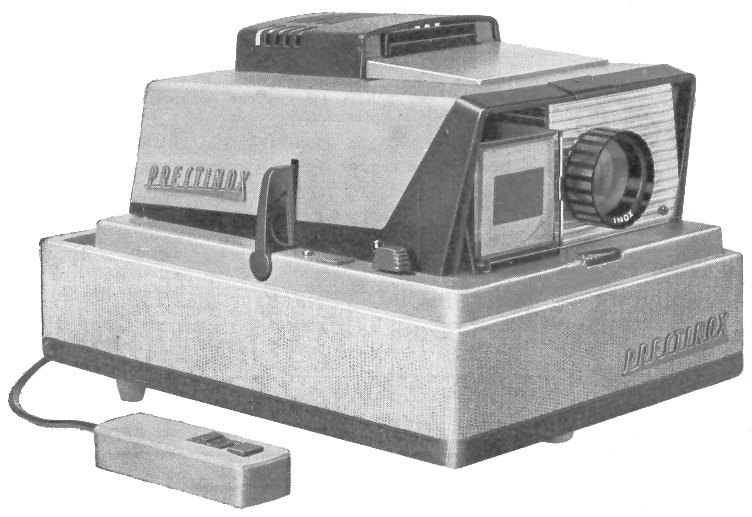
Prestinox사의 슬라이드 영사기(1960년)

슬라이드 영사기(슬라이드 프로젝터, slide projector)는 네거티브(반전 현상) 필름으로 사진을 보기 위한 광학 기계이다.

## 들어가기
슬라이드 영사기는 사진 필름에 빛을 투과시키고 멈춰 있는 영상을 비추는 장치로, 대부분 스크린에 확대하여 투영하는 것을 목적으로 했다.
원래는 환등기와 같은 유리판에 채색한 그림을 투영하는 장치가 존재했지만, 언제부터 환등기가 슬라이드 영사기로 변화하였는지는 분명하지 않다. 한편, 슬라이드 영사기를 환등기라고 부르는 사람도 있다.
확대할 영상이나 도표를 작은 필름에 넣어 이용하고 보관할 수 있었기 때문에, 보관하기 좋다. 또 영사기에 따라 수백 명의 사람들에게 동시에 영상을 보여 줄 수도 있었기 때문에, 오랫동안 프레젠테이션이나 교육 장소에서 계속 쓰였으나, 20세기말부터 점차 다른 방식으로 교체되어 갔다.
또, 2000년대 들어 거의 쓰이지 않게 되었지만, 개인용 컴퓨터 등 정보 기기로 정지화면을 자동으로 차례차례 내보내서 표시하는 방법은 슬라이드 쇼라고 한다.

## 같이 보기
- 프로젝터
- 슬라이드쇼

## 참고 문헌
- Burt Murphy (1973년 2월). “Slide projectors get smarter all the time”. Popular Mechanics. 2011년 10월 22일에 확인함.